# ПЗС-матрица
ПЗС-ма́трица (сокр. от «прибор с зарядовой связью»), или CCD-ма́трица (сокр. от англ. CCD, charge-coupled device) — специализированная аналоговая интегральная микросхема, состоящая из светочувствительных фотодиодов, выполненная на основе кремния, использующая технологию ПЗС — приборов с зарядовой связью.
ПЗС-матрица, изобретенная в 1969 году, быстро стала новым приемником света, «вездесущим цифровым глазом», вместо фотопластинок, фотопленок, фотобумаги, телекамер и фотоэлектронного умножителя (ФЭУ). ПЗС-матрицы используются во множестве устройств, от устройства, считывающем штрих-код с товаров в супермаркете, до космического телескопа имени Хаббла. Однако к настоящему времени альтернативой ПЗС-матрицам стали КМОП-матрицы.
ПЗС-матрицы выпускались и активно использовались компаниями Nikon, Canon, Sony, Fujitsu, Kodak, Panasonic, Philips и многими другими. В России ПЗС-матрицы сегодня разрабатывают и выпускают: ОАО «ЦНИИ „Электрон“» (г. Санкт-Петербург) и его дочернее предприятие АО «НПП „Элар“» (г. Санкт-Петербург,) а также ОАО «НПП „Пульсар“» (г. Москва).

## История ПЗС-матрицы
Прибор с зарядовой связью был изобретён в 1969 году Уиллардом Бойлом и Джорджем Смитом в Лабораториях Белла (Bell Labs). Лаборатории работали над видеотелефонией и развитием «полупроводниковой пузырьковой памяти». Приборы с зарядовой связью начали свою жизнь как устройства памяти, в которых можно было только поместить заряд во входной регистр устройства. Однако способность элемента памяти устройства получить заряд благодаря фотоэлектрическому эффекту сделала данное применение ПЗС устройств основным.
В 1970 году исследователи Bell Labs научились снимать изображения с помощью простых линейных устройств.
Впоследствии под руководством Кадзуо Ивамы компания Sony стала активно заниматься ПЗС, вложив в это крупные средства, и сумела наладить массовое производство ПЗС для своих видеокамер.
Ивама умер в августе 1982 года. Микросхема ПЗС была установлена на его надгробной плите для увековечения его вклада.
В январе 2006 года за работы над ПЗС У. Бойл и Дж. Смит были удостоены награды Национальной инженерной академии США.
В 2009 году эти создатели ПЗС-матрицы были награждены Нобелевской премией по физике.

## Общее устройство и принцип работы
ПЗС-матрица состоит из поликремния, отделённого от кремниевой подложки, у которой при подаче напряжения через поликремниевые затворы изменяются электрические потенциалы вблизи электродов.
До экспонирования — обычно подачей определённой комбинации напряжений на электроды — происходит сброс всех ранее образовавшихся зарядов и приведение всех элементов в идентичное состояние.
Далее комбинация напряжений на электродах создаёт потенциальную яму, в которой могут накапливаться электроны, образовавшиеся в данном пикселе матрицы в результате воздействия света при экспонировании. Чем интенсивнее световой поток во время экспозиции, тем больше накапливается электронов в потенциальной яме, соответственно, тем выше итоговый заряд данного пиксела.
После экспонирования последовательные изменения напряжения на электродах формируют в каждом пикселе и рядом с ним распределение потенциалов, которое приводит к перетеканию заряда в заданном направлении, к выходным элементам матрицы.

### Пример субпиксела ПЗС-матрицы с карманом n-типа
Архитектура пикселов у производителей разная.
Обозначения на схеме субпиксела ПЗС:
1. фотоны света, прошедшие через объектив фотоаппарата;
2. микролинза субпиксела;
3. R — красный светофильтр субпиксела, фрагмент фильтра Байера;
4. прозрачный электрод из поликристаллического кремния или сплава индия и оксида олова;
5. оксид кремния;
6. кремниевый канал n-типа: зона генерации носителей — зона внутреннего фотоэффекта;
7. зона потенциальной ямы (карман n-типа), где собираются электроны из зоны генерации носителей заряда;
8. кремниевая подложка p-типа.

## Классификация по способу буферизации

### Матрицы с полнокадровым переносом
Сформированное объективом изображение попадает на ПЗС-матрицу, то есть лучи света падают на светочувствительную поверхность ПЗС-элементов, задача которых — преобразовать энергию фотонов в электрический заряд. Происходит это примерно следующим образом.
Для фотона, упавшего на ПЗС-элемент, есть три варианта развития событий — он либо отразится от поверхности, либо будет поглощён в толще полупроводника (материала матрицы), либо «пробьёт насквозь» её «рабочую зону». Требуется создать такой сенсор, в котором потери от отражений и «прострела навылет» были бы минимизированы. Те же фотоны, которые были поглощены матрицей, образуют пару электрон-дырка, если произошло взаимодействие с атомом кристаллической решётки полупроводника, или же только электрон (либо дырку), если взаимодействие было с атомами донорных либо акцепторных примесей, а оба перечисленных явления называются внутренним фотоэффектом. Внутренним фотоэффектом работа сенсора не ограничивается — необходимо сохранить «отнятые» у полупроводника носители заряда в специальном хранилище, а затем их считать.

### Элемент ПЗС-матрицы
В общем виде конструкция ПЗС-элемента выглядит так: кремниевая подложка p-типа оснащается каналами из полупроводника n-типа. Над каналами создаются электроды из поликристаллического кремния с изолирующей прослойкой из оксида кремния. После подачи на такой электрод электрического потенциала, в обеднённой зоне под каналом n-типа создаётся потенциальная яма, назначение которой — хранить электроны. Фотон, проникающий в кремний, приводит к генерации электрона, который притягивается потенциальной ямой и остаётся в ней. Большее количество фотонов (яркий свет) обеспечивает больший заряд ямы. Затем надо считать значение этого заряда, именуемого также фототоком, и усилить его.
Считывание фототоков ПЗС-элементов осуществляется так называемыми последовательными регистрами сдвига, которые преобразовывают строку зарядов на входе в серию импульсов на выходе. Данная серия представляет собой аналоговый сигнал, который в дальнейшем поступает на усилитель.
Таким образом, при помощи регистра можно преобразовать в аналоговый сигнал заряды строки из ПЗС-элементов. Фактически, последовательный регистр сдвига в ПЗС-матрицах реализуется с помощью тех же самых ПЗС-элементов, объединённых в строку. Работа такого устройства базируется на способности приборов с зарядовой связью (именно это обозначает аббревиатура ПЗС) обмениваться зарядами своих потенциальных ям. Обмен осуществляется благодаря наличию специальных электродов переноса (transfer gate), расположенных между соседними ПЗС-элементами. При подаче на ближайший электрод повышенного потенциала заряд «перетекает» под него из потенциальной ямы. Между ПЗС-элементами могут располагаться от двух до четырёх электродов переноса, от их количества зависит «фазность» регистра сдвига, который может называться двухфазным, трёхфазным либо четырёхфазным.
Подача потенциалов на электроды переноса синхронизирована таким образом, что перемещение зарядов потенциальных ям всех ПЗС-элементов регистра происходит одновременно. И за один цикл переноса ПЗС-элементы как бы «передают по цепочке» заряды слева направо (или же справа налево). Ну а оказавшийся «крайним» ПЗС-элемент отдаёт свой заряд устройству, расположенному на выходе регистра — то есть усилителю.
В целом, последовательный регистр сдвига является устройством с параллельным входом и последовательным выходом. Поэтому после считывания всех зарядов из регистра есть возможность подать на его вход новую строку, затем следующую и таким образом сформировать непрерывный аналоговый сигнал на основе двумерного массива фототоков. В свою очередь, входной параллельный поток для последовательного регистра сдвига (то есть строки двумерного массива фототоков) обеспечивается совокупностью вертикально ориентированных последовательных регистров сдвига, которая именуется параллельным регистром сдвига, а вся конструкция в целом как раз и является устройством, именуемым ПЗС-матрицей.
«Вертикальные» последовательные регистры сдвига, составляющие параллельный, называются столбцами ПЗС-матрицы, а их работа полностью синхронизирована. Двумерный массив фототоков ПЗС-матрицы одновременно смещается вниз на одну строку, причём происходит это только после того, как заряды предыдущей строки из расположенного «в самом низу» последовательного регистра сдвига ушли на усилитель. До освобождения последовательного регистра параллельный вынужден простаивать. Ну а сама ПЗС-матрица для нормальной работы обязательно должна быть подключена к микросхеме (или их набору), подающей потенциалы на электроды как последовательного, так и параллельного регистров сдвига, а также синхронизирующей работу обоих регистров. Кроме того, нужен тактовый генератор.

### Полнокадровая матрица
Данный тип сенсора является наиболее простым с конструктивной точки зрения и именуется полнокадровой ПЗС-матрицей (full-frame CCD-matrix). Помимо микросхем «обвязки», такой тип матриц нуждается также в механическом затворе, перекрывающем световой поток после окончания экспонирования. До полного закрытия затвора считывание зарядов начинать нельзя — при рабочем цикле параллельного регистра сдвига к фототоку каждого из его пикселов добавляются лишние электроны, вызванные попаданием фотонов на открытую поверхность ПЗС-матрицы. Данное явление называется «размазыванием» заряда в полнокадровой матрице (full-frame matrix smear).
Таким образом, скорость считывания кадра в такой схеме ограничена скоростью работы как параллельного, так и последовательного регистров сдвига. Необходимо перекрывать световой поток, идущий из объектива, до завершения процесса считывания, поэтому интервал между экспонированием тоже зависит от скорости считывания.

### Матрицы с буферизацией кадра
Существует усовершенствованный вариант полнокадровой матрицы, в котором заряды параллельного регистра не поступают построчно на вход последовательного, а «складируются» в буферном параллельном регистре. Данный регистр расположен под основным параллельным регистром сдвига, фототоки построчно перемещаются в буферный регистр и уже из него поступают на вход последовательного регистра сдвига. Поверхность буферного регистра покрыта непрозрачной (чаще металлической) панелью, а вся система получила название матрицы с буферизацией кадра (frame—transfer CCD).
В данной схеме потенциальные ямы основного параллельного регистра сдвига «опорожняются» заметно быстрее, так как при переносе строк в буфер нет необходимости для каждой строки ожидать полный цикл последовательного регистра. Поэтому интервал между экспонированием сокращается, правда при этом также падает скорость считывания — строке приходится «путешествовать» на вдвое большее расстояние. Таким образом, интервал между экспонированием сокращается только для двух кадров, хотя стоимость устройства за счёт буферного регистра заметно возрастает. Однако наиболее заметным недостатком матриц с буферизацией кадра является удлинившийся «маршрут» фототоков, который негативно сказывается на сохранности их величин. И в любом случае между кадрами должен срабатывать механический затвор, так что о непрерывном видеосигнале говорить не приходится.

### Матрицы с буферизацией столбцов
Специально для видеотехники был разработан новый тип матриц, в котором интервал между экспонированием был минимизирован не для пары кадров, а для непрерывного потока. Для обеспечения этой непрерывности пришлось предусмотреть отказ от механического затвора.
Фактически данная схема, получившая наименование матрицы с буферизацией столбцов (interline CCD matrix), в чём-то сходна с системами с буферизацией кадра — в ней также используется буферный параллельный регистр сдвига, ПЗС-элементы которого скрыты под непрозрачным покрытием. Однако буфер этот не располагается единым блоком под основным параллельным регистром — его столбцы «перетасованы» между столбцами основного регистра. В результате рядом с каждым столбцом основного регистра находится столбец буфера, а сразу же после экспонирования фототоки перемещаются не «сверху вниз», а «слева направо» (или «справа налево») и всего за один рабочий цикл попадают в буферный регистр, целиком и полностью освобождая потенциальные ямы для следующего экспонирования.
Попавшие в буферный регистр заряды в обычном порядке считываются через последовательный регистр сдвига, то есть «сверху вниз». Поскольку сброс фототоков в буферный регистр происходит всего за один цикл, даже при отсутствии механического затвора не наблюдается ничего похожего на «размазывание» заряда в полнокадровой матрице. А вот время экспонирования для каждого кадра в большинстве случаев по продолжительности соответствует интервалу, затрачиваемому на полное считывание буферного параллельного регистра. Благодаря всему этому появляется возможность создать видеосигнал с высокой частотой кадров — не менее 30 кадров секунду.
Зачастую в отечественной литературе матрицы с буферизацией столбцов ошибочно именуют «чересстрочными». Вызвано это, наверное, тем, что английские наименования «interline» (буферизация строк) и «interlaced» (чересстрочная развёртка) звучат очень похоже. На деле же при считывании за один такт всех строк можно говорить о матрице с прогрессивной развёрткой (progressive scan), а когда за первый такт считываются нечётные строки, а за второй — чётные (или наоборот), речь идёт о матрице с чересстрочной развёрткой (interlace scan).

### Матрицы с ортогональным переносом изображения
В этих матрицах заряды могут перемещаться в соседние ячейки по команде системы управления. Применяются в космических телескопах для компенсации турбулентности атмосферы, вибрации механизма телескопа и других механических и оптических помех.

## Размеры матриц фотоаппаратов
| Обозначение                     | {\displaystyle K_{f}} | Ширина (мм) | Высота (мм) | Диагональ (мм) | Площадь (мм²) | Пример камеры                              |
| ------------------------------- | --------------------- | ----------- | ----------- | -------------- | ------------- | ------------------------------------------ |
| Полнокадровые, плёнка типа 135. | 1 — 1,01              | 35,8 — 36   | 23,8 — 24   | 43 — 43,3      | 852—864       | Canon EOS 5D, Canon EOS-1Ds (КМОП-матрица) |
| APS-H                           | 1,26 — 1,28           | 28,1 — 28,7 | 18,7 — 19,1 | 33,8 — 34,5    | 525,5 — 548,2 | Canon EOS-1D Mark III (КМОП-матрица)       |
|                                 | 1,33                  | 27          | 18          | 32,4           | 486           | Leica M8                                   |
| DX                              | 1,44 — 1,74           | 20,7 — 25,1 | 13,8 — 16,7 | 24,9 — 30,1    | 285,7 — 419,2 | Pentax K10D                                |
| APS-C                           | 1,74                  | 20,7        | 13,8        | 24,9           | 285,7         | Sigma SD14 (КМОП-матрица типа Foveon X3)   |
| 4/3"                            | 1,92 — 2              | 17,3 — 18   | 13 −13,5    | 21,6 — 22,5    | 224,9 — 243   | Olympus E-330                              |
| 1"                              | 2,7                   | 12,8        | 9,6         | 16             | 122,9         | Sony ProMavica MVC-5000                    |
| 2/3"                            | 3,93                  | 8,8         | 6,6         | 11             | 58,1          | Pentax EI-2000                             |
| 1/1,6"                          | ≈4                    | 8           | 6           | 10             | 48            | Panasonic Lumix DMC-LX3                    |
| 1/1,65"                         | ≈4                    |             |             |                |               | Panasonic Lumix DMC-LX2                    |
| 1/1,7"                          | ≈4,5                  | 7,6         | 5,7         | 9,5            | 43,3          | Canon PowerShot G10                        |
| 1/1,8"                          | 4,84                  | 7,176       | 5,319       | 8,9            | 38,2          | Casio EXILIM EX-F1                         |
| 1/1,9"                          | ≈5                    |             |             |                |               | Samsung Digimax V6                         |
| 1/2"                            | 5,41                  | 6,4         | 4,8         | 8              | 30,7          | Sony DSC-D700                              |
| 1/2,3"                          | 5,6                   | 6,16        | 4,62        | 7,70           | 28,46         | Olympus SP-560 UZ                          |
| 1/2,35"                         | ≈6                    |             |             |                |               | Pentax Optio V10                           |
| 1/2,4"                          | ≈6                    |             |             |                |               | Fujifilm FinePix S8000fd                   |
| 1/2,5"                          | 5,99                  | 5,8         | 4,3         | 7,2            | 24,9          | Panasonic Lumix DMC-FZ8                    |
| 1/2,6"                          | ≈6                    |             |             |                |               | HP Photosmart M447                         |
| 1/2,7"                          | 6,56                  | 5,27        | 3,96        | 6,6            | 20,9          | Olympus C-900 zoom                         |
| 1/2,8"                          | ≈7                    |             |             |                |               | Canon DC40                                 |
| 1/2,9"                          | ≈7                    |             |             |                |               | Sony HDR-SR7E                              |
| 1/3"                            | 7,21                  | 4,8         | 3,6         | 6              | 17,3          | Canon PowerShot A460                       |
| 1/3,1"                          | ≈7                    |             |             |                |               | Sony HDR-SR12E                             |
| 1/3,2"                          | 7,62                  | 4,536       | 3,416       | 5,7            | 15,5          | Canon HF100                                |
| 1/3,4"                          | ≈8                    |             |             |                |               | Canon MVX35i                               |
| 1/3,6"                          | 8,65                  | 4           | 3           | 5              | 12            | JVC GR-DZ7                                 |
| 1/3,9"                          | ≈9                    |             |             |                |               | Canon DC22                                 |
| 1/4"                            |                       |             |             |                |               | Canon XM2                                  |
| 1/4,5"                          |                       |             |             |                |               | Samsung VP-HMX10C                          |
| 1/4,7"                          |                       |             |             |                |               | Panasonic NV-GS500EE-S                     |
| 1/5"                            |                       |             |             |                |               | Sony DCR-SR80E                             |
| 1/5,5"                          |                       |             |             |                |               | JVC Everio GZ-HD7                          |
| 1/6"                            | 14,71                 | 2,4         | 1,7         | 2,9            | 4,1           | Sony DCR-DVD308E                           |
| 1/8"                            |                       |             |             |                |               | Sony DCR-SR45E                             |

## Размеры матриц цифровых кинокамер
| Обозначение | соответствие формату киноплёнки | Ширина (мм) | Высота (мм) | Диагональ (мм) | Площадь (мм²) | Пример камеры        |
| ----------- | ------------------------------- | ----------- | ----------- | -------------- | ------------- | -------------------- |
| Super-35    | Super-35                        | 24,89       | 18,66       | 31             | 465           | Arri D-21, Red One   |
| 65-mm       | широкоформатная                 | 49          | 23          | 54             | 1127          | Sony F65, Phantom 65 |

## Некоторые специальные виды матриц

### Светочувствительные линейки
Основная сфера применения линейных световоспринимающих устройств — сканеры, панорамная фотоаппаратура, а также спектроанализаторы и другое научно-исследовательское оборудование.

### Матрицы с обратной засветкой
В классической схеме ПЗС-элемента, при которой используются электроды из поликристаллического кремния, светочувствительность ограничена по причине частичного рассеивания света поверхностью электрода. Поэтому при съёмке в особых условиях, требующих повышенной светочувствительности в синей и ультрафиолетовой областях спектра, применяются матрицы с обратной засветкой (англ. back-illuminated matrix). В сенсорах такого типа регистрируемый свет падает на подложку, но для требуемого внутреннего фотоэффекта подложка шлифуется до толщины 10—15 мкм. Данная стадия обработки существенно увеличивала стоимость матрицы, устройства получались весьма хрупкими и требовали повышенной осторожности при сборке и эксплуатации. А при использовании светофильтров, ослабляющих световой поток, все дорогостоящие операции по увеличению чувствительности теряют смысл. Поэтому матрицы с обратной засветкой применяются в основном в астрономической фотографии.

## Светочувствительность
Светочувствительность матрицы складывается из светочувствительности всех её фотодатчиков (сенселов) и в целом зависит от:
- интегральной светочувствительности, представляющей собой отношение величины фотоэффекта к световому потоку (в люменах) от источника излучения нормированного спектрального состава;
- монохроматической светочувствительности — отношения величины фотоэффекта к величине световой энергии излучения (в миллиэлектронвольтах), соответствующей определённой длине волны;
- набор всех значений монохроматической светочувствительности для выбранной части спектра света составляет спектральную светочувствительность — зависимость светочувствительности от длины волны света.

Для увеличения светочувствительности и соотношения сигнал/шум применяется метод группировки соседних сенселов (англ. binning). Принцип работы метода заключается в аппаратном суммировании сигналов от группы соседних сенселов. Например, четыре соседних сенсела, образующих квадрат, объединяются в один. При этом уменьшается разрешение матрицы (в данном примере, линейное — в два раза, а общее — в четыре). Подобные режимы используются в космической и микроскопической съёмке.